# Żale nagrobne na ślachetnie urodzonego pana Jana Kochanowskiego

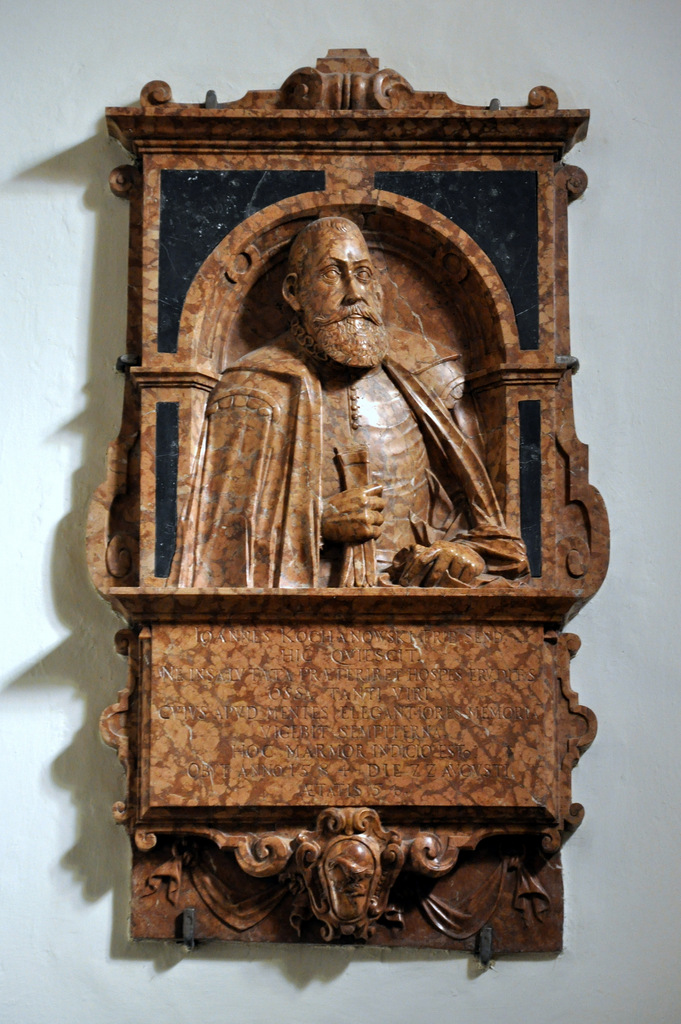
Epitafium Jana Kochanowskiego w Kościele p.w. Podwyższenia Krzyża Świętego w Zwoleniu, wykonane ok. 1610 roku

Żale nagrobne na ślachetnie urodzonego i znacznie uczonego męża, nieboszczyka pana Jana Kochanowskiego, wojskiego sandomierskiego, i Polaka zacnego, ślachcica dzielnego, który z niemałym smutkiem wszech Polaków postąpił w Lublinie R. P. 1584, d. 16, m. sierpnia pod konwokacją – zbiór wierszy Sebastiana Fabiana Klonowica wydany w 1585, poświęcony Janowi Kochanowskiemu.
Żale są pożegnaniem zmarłego w 1584 Jana Kochanowskiego, który przestawiony jest  w utworze jako najwybitniejszy poeta swoich czasów, a poprzez niego także pożegnaniem całej epoki.
Pod względem gatunkowym Żale są poematem epicedialnym (cyklicznym), składającym się z 13 żali. Wzorowane są one na Epitafium Biona – utworze z II-I w. p.n.e., nieznanego autorstwa, z którego zaczerpnięta została kompozycja kolejnych wezwań kierowanych do bóstw, osób, miast, rzek, kwiatów, zwierząt, aby opłakiwały zmarłego.
Poeta zastosował w cyklu różne formy wersyfikacyjne, w tym siedmiozgłoskowiec, ośmiozgłoskowiec, trzynastozgłoskowiec, czternastozgłoskowiec i strofę saficką. Urozmaica rytm stosując inwersję i przerzutnię.

Niech się Sarmatom zacnym nad ciemieniem
Nowym gwiazdeczka zapali promieniem.
Niechaj przezwisko wieczne nosi cnego
Kochanowskiego.